# Comerica Bank Challenger 2012
Il Comerica Bank Challenger 2012 è stato un torneo professionistico di tennis giocato sul cemento. È stata la 25ª edizione del torneo che fa parte dell'ATP Challenger Tour nell'ambito dell'ATP Challenger Tour 2012. Si è giocato ad Aptos negli USA dal 6 al 12 agosto 2012.

## Partecipanti

### Teste di serie
| Nazionalità | Giocatore          | Ranking* | Testa di serie |
| ----------- | ------------------ | -------- | -------------- |
| Stati Uniti | Brian Baker        | 62       | 1              |
| Russia      | Igor' Andreev      | 92       | 2              |
| Stati Uniti | Rajeev Ram         | 93       | 3              |
| Paesi Bassi | Igor Sijsling      | 102      | 4              |
| Germania    | Tobias Kamke       | 107      | 5              |
| Francia     | Florent Serra      | 132      | 6              |
| Sudafrica   | Izak van der Merwe | 152      | 7              |
| Stati Uniti | Denis Kudla        | 164      | 8              |

- Ranking al 30 luglio 2012.

### Altri partecipanti
Giocatori che hanno ricevuto una wild card:
- Brian Baker
- Robby Ginepri
- Steve Johnson
- Bradley Klahn

Giocatori passati dalle qualificazioni:
- Ilija Bozoljac
- Jeff Dadamo
- Matt Reid
- Dmitrij Tursunov

## Campioni

### Singolare
- Steve Johnson ha battuto in finale  Robert Farah con il punteggio di 6–3, 6–3

### Doppio
- Rik De Voest /  John Peers hanno battuto in finale  Chris Guccione /  Frank Moser con il punteggio di 6(5)–7, 6–1, [10-4]